# Magliano di Tenna

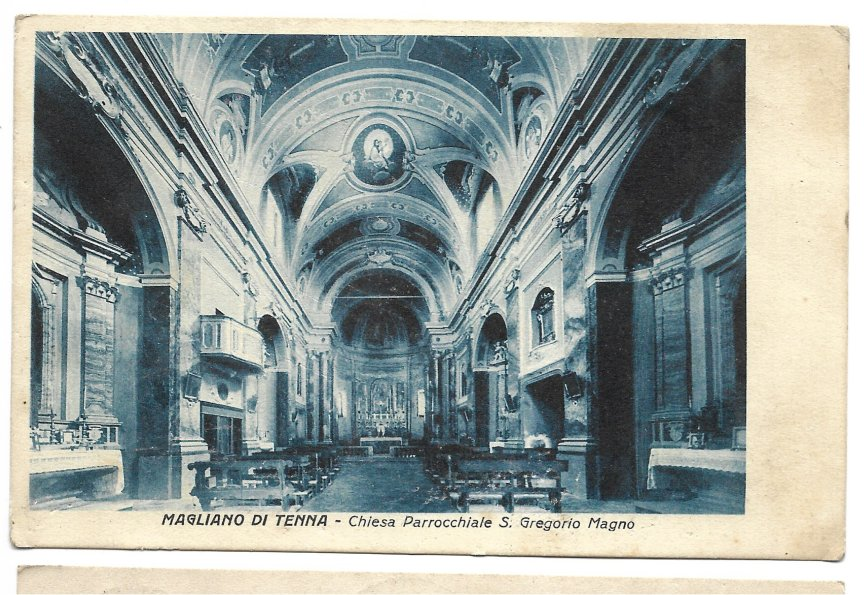
Parish Church of San Gregorio Magno (Magliano di Tenna 1928)

Magliano di Tenna là một đô thị ở tỉnh Ascoli Piceno ở vùng Marche, cách khoảng 50 km về phía nam của Ancona và khoảng30 km về phía bắc của Ascoli Piceno. Đến thời điểm ngày 31 tháng 12 năm 2004, đô thị này có dân số là 1.312 người và diện tích là 7,8 km².
Magliano di Tenna giáp các đô thị: Fermo, Grottazzolina, Montegiorgio, Rapagnano.